# Tipula (Acutipula) vittata
Tipula (Acutipula) vittata is een tweevleugelige uit de familie langpootmuggen (Tipulidae). De soort komt voor in het Palearctisch gebied.